# Крайсгауптманшафт Кам'янка-Струмилова
Крайсгауптманшафт Кам'янка-Струмилова, Кам'янко-Струмилівське повітове староство (нім. Kreishauptmannschaft Kamionka-Strumilowa) — адміністративно-територіальна одиниця дистрикту Галичина Генеральної губернії з центром у Кам'янці-Струмилівській. Існувала під час нацистської окупації України в 1941—1944 роках.

## Історія
Указами Гітлера від 17 і 22 липня 1941 року та розпорядженням Г. Франка від 1 серпня того ж року Східну Галичину було включено до складу Генеральної Губернії як її п'ятий дистрикт. Імовірно, 11 серпня 1941 року на території Кам'янко-Струмилівського, Радехівського та Сокальського повітів було утворено Кам'янко-Струмилівське повітове староство (нім. Kreishauptmannschaft und Gemeindeverband Kamionka-Strumilowa «окружне староство і об'єднання гмін Кам'янка-Струмилова»). Ця одиниця набула остаточного оформлення після реорганізації окружних староств дистрикту 15 вересня 1941. Очолював її окружний староста — крайсгауптман.
1 липня 1943 створено Радехівський та Сокальський повітові комісаріати (нім. Landkommissariate Radziechów, Sokal). 
Усі важливі пости на рівні округи, особливо в судах і поліції, належали німцям. Другорядні посади займали фольксдойчі та українці — фахівці у відповідній галузі. Українці також могли бути війтом або бургомістром.
Станом на 1 січня 1944 Кам'янко-Струмилівське повітове староство складалося з 19 волостей (нім. Landgemeinde): Буськ (куди входило і місто, і однойменна сільська волость), Добротвір, Кам'янка-Струмилова-Північ (нім. Kamionka-Strumilowa Nord), Кам'янка-Струмилова-Південь (нім. Kamionka-Strumilowa Süd), Корчин, Лопатин, Милятин, Незнанів, Новий Витків, Пархач, Радехів (куди входило і місто, і однойменна сільська волость), Сокаль, Стенятин, Стоянів, Стрептів, Тартаків, Топорів, Холоїв, Щуровичі.